# Lijst van rechters in het Hooggerechtshof van de Verenigde Staten
Dit is een lijst van de rechters in het Hooggerechtshof van de Verenigde Staten.

## Alle rechters in het Hooggerechtshof
Sinds de oprichting van het Hooggerechtshof van de Verenigde Staten in 1789 hebben 114 personen gediend in dit Hof. Vijf rechters waren eerst als Associate Justice benoemd en werden daarna nog een tweede keer benoemd als Chief Justice. Dit zijn John Rutledge, Edward Douglass White, Charles Evans Hughes, Harlan Stone en William Rehnquist.
| Nr. | Rechters                 | Rechters                                       | Termijn           | Termijn           | Anciënniteit    | Confirmatiedatum Uitslag                 | Benoemd door President | Gestopt onder President   | Leeftijd        | Staat               | Voorganger               | Opvolger                 |
| --- | ------------------------ | ---------------------------------------------- | ----------------- | ----------------- | --------------- | ---------------------------------------- | ---------------------- | ------------------------- | --------------- | ------------------- | ------------------------ | ------------------------ |
| 1   | John Jay                 | Opperrechter John Jay (1745–1829)              | 26 september 1789 | 30 juni 1795      | 5 jaar          | 26 september 1789 Acclamatie             | George Washington      | George Washington         | 44–49           | New York            | Eerste                   | John Rutledge            |
| 2   | John Rutledge            | John Rutledge (1739–1820)                      | 15 februari 1790  | 4 maart 1791      | 1 jaar          | 26 september 1789 Acclamatie             | George Washington      | George Washington         | 50–51           | South Carolina      | Eerste                   | Thomas Johnson           |
| 3   | William Cushing          | William Cushing (1732–1810)                    | 2 februari 1790   | 13 september 1810 | 20 jaar         | 26 september 1789 Acclamatie             | George Washington      | Overleden                 | 57–78           | Massachusetts       | Eerste                   | Joseph Story             |
| 4   | James Wilson             | James Wilson (1742–1798)                       | 5 oktober 1789    | 21 augustus 1798  | 8 jaar          | 26 september 1789 Acclamatie             | George Washington      | Overleden                 | 47–55           | Pennsylvania        | Eerste                   | Bushrod Washington       |
| 5   |                          | John Blair (1732–1800)                         | 2 februari 1790   | 25 oktober 1795   | 5 jaar          | 26 september 1789 Acclamatie             | George Washington      | George Washington         | 57–63           | Virginia            | Eerste                   | Samuel Chase             |
| 6   | James Iredell            | James Iredell (1751–1799)                      | 12 mei 1790       | 20 oktober 1799   | 9 jaar          | 10 februari 1790 Acclamatie              | George Washington      | Overleden                 | 38–48           | North Carolina      | Eerste                   | Alfred Moore             |
| 7   | Thomas Johnson           | Thomas Johnson (1732–1819)                     | 6 augustus 1792   | 16 januari 1793   | 163 dagen       | 7 november 1791 Acclamatie               | George Washington      | George Washington         | 59–60           | Maryland            | John Rutledge            | William Paterson         |
| 8   | William Paterson         | William Paterson (1745–1806)                   | 11 maart 1793     | 8 september 1806  | 13 jaar         | 4 maart 1793 Acclamatie                  | George Washington      | Overleden                 | 47–60           | New Jersey          | Thomas Johnson           | Henry Livingston         |
| 2   |                          | Opperrechter John Rutledge (1739–1820)         | 12 augustus 1795  | 28 december 1795  | 138 dagen       | 15 december 1795 10–14                   | George Washington      | George Washington         | 55–56           | South Carolina      | John Jay                 | Oliver Ellsworth         |
| 9   | Samuel Chase             | Samuel Chase (1741–1811)                       | 4 februari 1796   | 19 juni 1811      | 15 jaar         | 27 januari 1796 Acclamatie               | George Washington      | Overleden                 | 54–70           | Maryland            | John Blair               | Gabriel Duvall           |
| 10  | Oliver Ellsworth         | Opperrechter Oliver Ellsworth (1745–1807)      | 8 maart 1796      | 15 december 1800  | 4 jaar          | 4 maart 1796 21–1                        | George Washington      | John Adams                | 54–55           | Connecticut         | John Rutledge            | John Marshall            |
| 11  | Bushrod Washington       | Bushrod Washington (1762–1829)                 | 9 november 1798   | 26 november 1829  | 31 jaar         | 20 december 1798 Acclamatie              | John Adams             | Overleden                 | 36–67           | Virginia            | James Wilson             | Henry Baldwin            |
| 12  | Alfred Moore             | Alfred Moore (1755–1810)                       | 21 april 1800     | 26 januari 1804   | 3 jaar          | 9 december 1799 Acclamatie               | John Adams             | Thomas Jefferson          | 44–48           | North Carolina      | James Iredell            | William Johnson          |
| 13  | John Marshall            | Opperrechter John Marshall (1755–1835)         | 4 februari 1801   | 6 juli 1835       | 34 jaar         | 27 januari 1801 Acclamatie               | John Adams             | Overleden                 | 45–79           | Virginia            | Oliver Ellsworth         | Roger Taney              |
| 14  | William Johnson          | William Johnson (1771–1834)                    | 7 mei 1804        | 4 augustus 1834   | 30 jaar         | 24 maart 1804 Acclamatie                 | Thomas Jefferson       | Overleden                 | 32–62           | South Carolina      | Alfred Moore             | James Wayne              |
| 15  | Henry Livingston         | Henry Livingston (1757–1823)                   | 20 januari 1807   | 18 maart 1823     | 16 jaar         | 17 december 1806 Acclamatie              | Thomas Jefferson       | Overleden                 | 49–65           | New York            | William Paterson         | Smith Thompson           |
| 16  | Thomas Todd              | Thomas Todd (1765–1826)                        | 3 maart 1807      | 7 februari 1826   | 18 jaar         | 2 maart 1807 Acclamatie                  | Thomas Jefferson       | Overleden                 | 42–61           | Kentucky            | Nieuw                    | Robert Trimble           |
| 17  | Gabriel Duvall           | Gabriel Duvall (1752–1844)                     | 23 november 1811  | 12 januari 1835   | 23 jaar         | 18 november 1811 Acclamatie              | James Madison          | Andrew Jackson            | 58–82           | Maryland            | Samuel Chase             | Philip Barbour           |
| 18  | Joseph Story             | Joseph Story (1779–1845)                       | 3 februari 1812   | 10 september 1845 | 33 jaar         | 18 november 1811 Acclamatie              | James Madison          | Overleden                 | 32–65           | Massachusetts       | William Cushing          | Levi Woodbury            |
| 19  | Smith Thompson           | Smith Thompson (1768–1843)                     | 1 september 1823  | 18 december 1843  | 20 jaar         | 9 december 1823 Acclamatie               | James Monroe           | Overleden                 | 55–75           | New York            | Henry Livingston         | Samuel Nelson            |
| 20  |                          | Robert Trimble (1776–1828)                     | 16 juni 1826      | 25 augustus 1828  | 2 jaar          | 9 mei 1826 25–5                          | John Quincy Adams      | Overleden                 | 49–51           | Kentucky            | Thomas Todd              | John McLean              |
| 21  | John McLean              | John McLean (1785–1861)                        | 11 januari 1830   | 4 april 1861      | 31 jaar         | 7 maart 1829 Acclamatie                  | Andrew Jackson         | Overleden                 | 44–76           | Ohio                | Robert Trimble           | Noah Swayne              |
| 22  | Henry Baldwin            | Henry Baldwin (1780–1844)                      | 18 januari 1830   | 21 april 1844     | 14 jaar         | 6 januari 1830 41–2                      | Andrew Jackson         | Overleden                 | 50–64           | Pennsylvania        | Bushrod Washington       | Robert Grier             |
| 23  | James Wayne              | James Wayne (1790–1867)                        | 14 januari 1835   | 5 juli 1867       | 32 jaar         | 9 januari 1835 Acclamatie                | Andrew Jackson         | Overleden                 | 44–77           | Georgia             | William Johnson          | Laatste                  |
| 24  | Roger Taney              | Opperrechter Roger Taney (1777–1864)           | 28 maart 1836     | 12 oktober 1864   | 28 jaar         | 15 maart 1836 29–15                      | Andrew Jackson         | Overleden                 | 59–87           | Maryland            | John Marshall            | Salmon Chase             |
| 25  | Philip Barbour           | Philip Barbour (1783–1841)                     | 12 mei 1836       | 25 februari 1841  | 4 jaar          | 15 maart 1836 30–11                      | Andrew Jackson         | Overleden                 | 52–57           | Virginia            | Gabriel Duvall           | Peter Daniel             |
| 26  | John Catron              | John Catron (1786–1865)                        | 1 mei 1837        | 30 mei 1865       | 28 jaar         | 8 maart 1837 28–15                       | Andrew Jackson         | Overleden                 | 51–79           | Tennessee           | Eerste                   | Laatste                  |
| 27  | John McKinley            | John McKinley (1780–1852)                      | 9 januari 1838    | 19 juli 1852      | 14 jaar         | 25 september 1837 Acclamatie             | Martin Van Buren       | Overleden                 | 56–72           | Alabama             | Nieuwe functie           | John Archibald Campbell  |
| 28  | Peter Daniel             | Peter Daniel (1784–1860)                       | 10 januari 1842   | 31 mei 1860       | 17 jaar         | 2 maart 1841 25–5                        | Martin Van Buren       | Overleden                 | 57–75           | Virginia            | Philip Barbour           | Samuel Miller            |
| 29  | Samuel Nelson            | Samuel Nelson (1792–1873)                      | 27 februari 1845  | 28 november 1872  | 27 jaar         | 14 februari 1845 Acclamatie              | John Tyler             | Ulysses S. Grant          | 52–80           | New York            | Smith Thompson           | Ward Hunt                |
| 30  | Levi Woodbury            | Levi Woodbury (1789–1851)                      | 23 september 1845 | 4 september 1851  | 5 jaar          | 31 januari 1846 Acclamatie               | James Polk             | Overleden                 | 55–61           | New Hampshire       | Joseph Story             | Benjamin Curtis          |
| 31  | Robert Grier             | Robert Grier (1794–1870)                       | 10 augustus 1846  | 31 januari 1870   | 23 jaar         | 4 augustus 1846 Acclamatie               | James Polk             | Ulysses S. Grant          | 52–75           | Pennsylvania        | Henry Baldwin            | William Strong           |
| 32  | Benjamin Curtis          | Benjamin Curtis (1809–1874)                    | 10 oktober 1851   | 30 september 1857 | 5 jaar          | 20 december 1851 Acclamatie              | Millard Fillmore       | James Buchanan            | 41–47           | Massachusetts       | Levi Woodbury            | Nathan Clifford          |
| 33  | John Archibald Campbell  | John Archibald Campbell (1811–1889)            | 11 april 1853     | 30 april 1861     | 8 jaar          | 22 maart 1853 Acclamatie                 | Franklin Pierce        | Abraham Lincoln           | 41–49           | Alabama             | John McKinley            | David Davis              |
| 34  | Nathan Clifford          | Nathan Clifford (1803–1881)                    | 21 januari 1858   | 25 juli 1881      | 23 jaar         | 21 januari 1858 26–23                    | James Buchanan         | Overleden                 | 54–77           | Maine               | Benjamin Curtis          | Horace Gray              |
| 35  | Noah Swayne              | Noah Swayne (1804–1884)                        | 27 januari 1862   | 24 januari 1881   | 18 jaar         | 24 januari 1862 38–1                     | Abraham Lincoln        | James Garfield            | 57–76           | Ohio                | John McLean              | Stanley Matthews         |
| 36  | Samuel Miller            | Samuel Miller (1816–1890)                      | 21 juli 1862      | 13 oktober 1890   | 28 jaar         | 16 juli 1862 Acclamatie                  | Abraham Lincoln        | Overleden                 | 46–74           | Iowa                | Peter Daniel             | Henry Brown              |
| 37  | David Davis              | David Davis (1815–1886)                        | 10 december 1862  | 4 maart 1877      | 14 jaar         | 8 december 1862 Acclamatie               | Abraham Lincoln        | Rutherford Hayes          | 47–61           | Illinois            | John Archibald Campbell  | John Marshall Harlan I   |
| 38  | Stephen Field            | Stephen Field (1816–1899)                      | 10 mei 1863       | 1 december 1897   | 34 jaar         | 10 maart 1863 Acclamatie                 | Abraham Lincoln        | William McKinley          | 46–81           | Californië          | Nieuw                    | Joseph McKenna           |
| 39  | Salmon Chase             | Opperrechter Salmon Chase (1808–1873)          | 15 december 1864  | 7 mei 1873        | 8 jaar          | 6 december 1864                          | Abraham Lincoln        | Overleden                 | 56–65           | Ohio                | Roger Taney              | Morrison Waite           |
| 40  | William Strong           | William Strong (1808–1895)                     | 14 maart 1870     | 14 december 1880  | 10 jaar         | 18 februari 1870 Stemming niet opgenomen | Ulysses S. Grant       | Rutherford Hayes          | 61–72           | Pennsylvania        | Robert Grier             | William Woods            |
| 41  | Joseph Bradley           | Joseph Bradley (1813–1892)                     | 23 maart 1870     | 22 januari 1892   | 21 jaar         | 21 maart 1870 46–9                       | Ulysses S. Grant       | Overleden                 | 57–78           | New Jersey          | Nieuw                    | George Shiras            |
| 42  | Ward Hunt                | Ward Hunt (1810–1886)                          | 9 januari 1873    | 27 januari 1882   | 9 jaar          | 11 december 1872                         | Ulysses S. Grant       | Chester Arthur            | 62–71           | New York            | Samuel Nelson            | Samuel Blatchford        |
| 43  | Morrison Waite           | Opperrechter Morrison Waite (1816–1888)        | 21 januari 1874   | 23 maart 1888     | 14 jaar         | 21 januari 1874 63–0                     | Ulysses S. Grant       | Overleden                 | 57–71           | Ohio                | Salmon Chase             | Melville Fuller          |
| 44  | John Marshall Harlan I   | John Marshall Harlan I (1833–1911)             | 10 december 1877  | 14 oktober 1911   | 33 jaar         | 29 november 1877                         | Rutherford Hayes       | Overleden                 | 44–78           | Kentucky            | David Davis              | Mahlon Pitney            |
| 45  |                          | William Woods (1824–1887)                      | 5 januari 1881    | 14 mei 1887       | 6 jaar          | 21 december 1880 39–8                    | Rutherford Hayes       | Overleden                 | 53–62           | Georgia             | William Strong           | Lucius Lamar             |
| 46  | Stanley Matthews         | Stanley Matthews (1824–1889)                   | 17 mei 1881       | 22 maart 1889     | 7 jaar          | 12 mei 1881 24–23                        | James Garfield         | Overleden                 | 56–64           | Ohio                | Noah Swayne              | David Brewer             |
| 47  | Horace Gray              | Horace Gray (1828–1902)                        | 9 januari 1882    | 15 september 1902 | 20 jaar         | 20 december 1881 51–5                    | Chester Arthur         | Overleden                 | 53–74           | Massachusetts       | Nathan Clifford          | Oliver Wendell Holmes    |
| 48  | Samuel Blatchford        | Samuel Blatchford (1820–1893)                  | 3 april 1882      | 7 juli 1893       | 11 jaar         | 22 maart 1882                            | Chester Arthur         | Overleden                 | 62–73           | New York            | Ward Hunt                | Edward Douglass White    |
| 49  | Lucius Lamar             | Lucius Lamar (1825–1893)                       | 18 januari 1888   | 23 januari 1893   | 5 jaar          | 16 januari 1888 32–28                    | Grover Cleveland       | Overleden                 | 62–67           | Mississippi         | William Woods            | Howell Jackson           |
| 50  | Melville Fuller          | Opperrechter Melville Fuller (1833–1910)       | 8 oktober 1888    | 4 juli 1910       | 21 jaar         | 20 juli 1888 41–20                       | Grover Cleveland       | Overleden                 | 55–77           | Illinois            | Morrison Waite           | Edward Douglass White    |
| 51  | David Brewer             | David Brewer (1837–1910)                       | 6 januari 1890    | 28 maart 1910     | 20 jaar         | 18 december 1889 53–11                   | Benjamin Harrison      | Overleden                 | 52–77           | Kansas              | Stanley Matthews         | Charles Evans Hughes     |
| 52  | Henry Brown              | Henry Brown (1836–1913)                        | 5 januari 1891    | 28 mei 1906       | 16 jaar         | 29 december 1890                         | Benjamin Harrison      | Theodore Roosevelt        | 54–70           | Michigan            | Samuel Miller            | William Moody            |
| 53  | George Shiras            | George Shiras (1832–1924)                      | 10 oktober 1892   | 23 februari 1903  | 10 jaar         | 26 juli 1892                             | Benjamin Harrison      | Theodore Roosevelt        | 60–71           | Pennsylvania        | Joseph Bradley           | William Day              |
| 54  | Howell Jackson           | Howell Jackson (1832–1895)                     | 4 maart 1893      | 8 augustus 1895   | 2 jaar          | 18 februari 1893                         | Benjamin Harrison      | Overleden                 | 60–63           | Tennessee           | Lucius Lamar             | Rufus Peckham            |
| 55  | Edward Douglass White    | Edward Douglass White (1845–1921)              | 12 maart 1894     | 12 december 1910  | 16 jaar         | 19 februari 1894                         | Grover Cleveland       | [ 3 ]                     | 48–65           | Louisiana           | Samuel Blatchford        | Willis Van Devanter      |
| 56  | Rufus Peckham            | Rufus Peckham (1838–1909)                      | 6 januari 1896    | 24 oktober 1909   | 13 jaar         | 9 december 1895                          | Grover Cleveland       | Overleden                 | 57–70           | New York            | Howell Jackson           | Horace Lurton            |
| 57  | Joseph McKenna           | Joseph McKenna (1843–1926)                     | 26 januari 1898   | 5 januari 1925    | 26 jaar         | 21 januari 1898                          | William McKinley       | Calvin Coolidge           | 54–81           | Californië          | Stephen Field            | Harlan Stone             |
| 58  | Oliver Wendell Holmes    | Oliver Wendell Holmes (1841–1935)              | 8 december 1902   | 12 januari 1932   | 29 jaar         | 4 december 1902                          | Theodore Roosevelt     | Herbert Hoover            | 61–90           | Massachusetts       | Horace Gray              | Benjamin Cardozo         |
| 59  | William Day              | William Day (1849–1923)                        | 2 maart 1903      | 13 november 1922  | 19 jaar         | 23 februari 1903                         | Theodore Roosevelt     | Warren Harding            | 53–73           | Ohio                | George Shiras            | Pierce Butler            |
| 60  | William Moody            | William Moody (1853–1917)                      | 17 december 1906  | 20 november 1910  | 3 jaar          | 12 december 1906                         | Theodore Roosevelt     | William Howard Taft       | 52–56           | Massachusetts       | Henry Brown              | Joseph Lamar             |
| 61  | Horace Lurton            | Horace Lurton (1844–1914)                      | 3 januari 1910    | 12 juli 1914      | 4 jaar          | 20 december 1909                         | William Howard Taft    | Overleden                 | 65–70           | Tennessee           | Rufus Peckham            | James McReynolds         |
| 62  | Charles Evans Hughes     | Charles Evans Hughes (1862–1948)               | 10 oktober 1910   | 10 juni 1916      | 5 jaar          | 2 mei 1910                               | William Howard Taft    | Woodrow Wilson            | 48–54           | New York            | David Brewer             | John Clarke              |
| 55  | Edward Douglass White    | Opperrechter Edward Douglass White (1845–1921) | 19 december 1910  | 19 mei 1921       | 10 jaar         | 12 december 1910                         | William Howard Taft    | Overleden                 | 65–75           | Louisiana           | Melville Fuller          | William Howard Taft      |
| 63  | Willis Van Devanter      | Willis Van Devanter (1859–1941)                | 3 januari 1911    | 2 juni 1937       | 26 jaar         | 15 december 1910                         | William Howard Taft    | Franklin Delano Roosevelt | 51–78           | Wyoming             | Edward Douglass White    | Hugo Black               |
| 64  | Joseph Lamar             | Joseph Lamar (1857–1916)                       | 3 januari 1911    | 2 januari 1916    | 4 jaar          | 15 december 1910                         | William Howard Taft    | Overleden                 | 53–58           | Georgia             | William Moody            | Louis Brandeis           |
| 65  | Mahlon Pitney            | Mahlon Pitney (1858–1924)                      | 18 maart 1912     | 31 december 1922  | 10 jaar         | 13 maart 1912 50–26                      | William Howard Taft    | Warren Harding            | 54–64           | New Jersey          | John Marshall Harlan I   | Edward Sanford           |
| 66  | James McReynolds         | James McReynolds (1862–1946)                   | 12 oktober 1914   | 31 januari 1941   | 26 jaar         | 29 augustus 1914 44–6                    | Woodrow Wilson         | Franklin D. Roosevelt     | 52–78           | Tennessee           | Horace Lurton            | James Byrnes             |
| 67  | Louis Brandeis           | Louis Brandeis (1856–1941)                     | 5 juni 1916       | 13 februari 1939  | 22 jaar         | 1 juni 1916 47–22                        | Woodrow Wilson         | Franklin D. Roosevelt     | 59–82           | Kentucky            | Joseph Lamar             | William Douglas          |
| 68  | John Clarke              | John Clarke (1857–1945)                        | 9 oktober 1916    | 18 september 1922 | 5 jaar          | 24 juli 1916                             | Woodrow Wilson         | Warren Harding            | 58–65           | Ohio                | Charles Evans Hughes     | George Sutherland        |
| 69  | William Howard Taft      | Opperrechter William Howard Taft (1857–1930)   | 11 juli 1921      | 3 februari 1930   | 8 jaar          | 30 juni 1921                             | Warren Harding         | Herbert Hoover            | 63–72           | Ohio                | Edward Douglass White    | Charles Evans Hughes     |
| 70  | George Sutherland        | George Sutherland (1862–1942)                  | 2 oktober 1922    | 17 januari 1938   | 15 jaar         | 5 september 1922                         | Warren Harding         | Franklin D. Roosevelt     | 62–75           | Utah                | John Clarke              | Stanley Reed             |
| 71  | Pierce Butler            | Pierce Butler (1866–1939)                      | 2 januari 1923    | 16 november 1939  | 16 jaar         | 21 december 1922 61–8                    | Warren Harding         | Overleden                 | 56–73           | Minnesota           | William Day              | Frank Murphy             |
| 72  | Edward Sanford           | Edward Sanford (1865–1930)                     | 19 februari 1923  | 8 maart 1930      | 7 jaar          | 29 januari 1923                          | Warren Harding         | Overleden                 | 57–64           | Tennessee           | Mahlon Pitney            | Owen Roberts             |
| 73  | Harlan Stone             | Harlan Stone (1872–1946)                       | 2 maart 1925      | 3 juli 1941       | 16 jaar         | 5 februari 1925 71–6                     | Calvin Coolidge        | [ 3 ]                     | 52–68           | New York            | Joseph McKenna           | Robert Houghwout Jackson |
| 62  | Charles Evans Hughes     | Opperrechter Charles Evans Hughes (1862–1948)  | 24 februari 1930  | 30 juni 1941      | 11 jaar         | 13 februari 1930 52–26                   | Herbert Hoover         | Franklin D. Roosevelt     | 67–79           | New York            | William Howard Taft      | Harlan Stone             |
| 74  | Owen Roberts             | Owen Roberts (1875–1955)                       | 2 juni 1930       | 31 juli 1945      | 15 jaar         | 20 mei 1930                              | Herbert Hoover         | Harry S. Truman           | 55–70           | Pennsylvania        | Edward Sanford           | Harold Burton            |
| 75  | Benjamin Cardozo         | Benjamin Cardozo (1870–1938)                   | 14 maart 1932     | 9 juli 1938       | 6 jaar          | 24 februari 1934                         | Herbert Hoover         | Overleden                 | 61–68           | New York            | Oliver Wendell Holmes    | Felix Frankfurter        |
| 76  | Hugo Black               | Hugo Black (1886–1971)                         | 19 augustus 1937  | 17 september 1971 | 34 jaar         | 17 augustus 1937 63–16                   | Franklin D. Roosevelt  | Richard Nixon             | 51–85           | Alabama             | Willis Van Devanter      | Lewis Powell             |
| 77  | Stanley Reed             | Stanley Reed (1884–1980)                       | 31 januari 1938   | 25 februari 1957  | 19 jaar         | 25 januari 1938                          | Franklin D. Roosevelt  | Dwight D. Eisenhower      | 53–72           | Kentucky            | George Sutherland        | Charles Whittaker        |
| 78  | Felix Frankfurter        | Felix Frankfurter (1882–1965)                  | 30 januari 1939   | 28 augustus 1962  | 23 jaar         | 17 januari 1939                          | Franklin D. Roosevelt  | John F. Kennedy           | 56–79           | Massachusetts       | Benjamin Cardozo         | Arthur Goldberg          |
| 79  | William Douglas          | William Douglas (1898–1980)                    | 17 april 1939     | 12 november 1975  | 36 jaar         | 4 april 1939 62–4                        | Franklin D. Roosevelt  | Gerald Ford               | 40–77           | Connecticut         | Louis Brandeis           | John Paul Stevens        |
| 80  | Frank Murphy             | Frank Murphy (1890–1949)                       | 5 februari 1940   | 19 juli 1949      | 9 jaar          | 16 januari 1940                          | Franklin D. Roosevelt  | Overleden                 | 49–59           | Michigan            | Pierce Butler            | Tom Clark                |
| 73  | Harlan Stone             | Opperrechter Harlan Stone (1872–1946)          | 3 juli 1941       | 22 april 1946     | 4 jaar          | 27 juni 1941                             | Franklin D. Roosevelt  | Overleden                 | 68–73           | New York            | Charles Evans Hughes     | Fred Vinson              |
| 81  | James Byrnes             | James Byrnes (1882–1972)                       | 8 juli 1941       | 3 oktober 1942    | 1 jaar          | 12 juni 1941                             | Franklin D. Roosevelt  | Franklin D. Roosevelt     | 59–60           | South Carolina      | James McReynolds         | Wiley Rutledge           |
| 82  | Robert Houghwout Jackson | Robert Houghwout Jackson (1892–1954)           | 11 juli 1941      | 9 oktober 1954    | 7 juli 1941     | 13 jaar                                  | Franklin D. Roosevelt  | Overleden                 | 49–62           | New York            | Harlan Stone             | John Marshall Harlan II  |
| 83  | Wiley Rutledge           | Wiley Rutledge (1894–1949)                     | 15 februari 1943  | 10 september 1949 | 8 februari 1943 | 6 jaar                                   | Franklin D. Roosevelt  | Overleden                 | 48–55           | Iowa                | James Byrnes             | Sherman Minton           |
| 84  | Harold Burton            | Harold Burton (1888–1964)                      | 1 oktober 1945    | 13 oktober 1958   | 13 jaar         | 19 september 1945                        | Harry S. Truman        | Dwight D. Eisenhower      | 57–70           | Ohio                | Owen Roberts             | Potter Stewart           |
| 85  | Fred Vinson              | Opperrechter Fred Vinson (1890–1953)           | 24 juni 1946      | 8 september 1953  | 7 jaar          | 20 juni 1946                             | Harry S. Truman        | Overleden                 | 56–63           | Kentucky            | Harlan Stone             | Earl Warren              |
| 86  | Tom Clark                | Tom Clark (1899–1977)                          | 24 augustus 1949  | 12 juni 1967      | 17 jaar         | 18 augustus 1949 73–8                    | Harry S. Truman        | Lyndon B. Johnson         | 49–67           | Texas               | Frank Murphy             | Thurgood Marshall        |
| 87  | Sherman Minton           | Sherman Minton (1890–1965)                     | 12 oktober 1949   | 15 oktober 1956   | 7 jaar          | 4 oktober 1949 46–16                     | Harry S. Truman        | Dwight D. Eisenhower      | 58–65           | Indiana             | Wiley Rutledge           | William Brennan          |
| 88  | Earl Warren              | Opperrechter Earl Warren (1891–1974)           | 5 oktober 1953    | 23 juni 1969      | 15 jaar         | 1 maart 1954                             | Dwight D. Eisenhower   | Lyndon B. Johnson         | 62–78           | Californië          | Fred Vinson              | Warren Burger            |
| 89  | John Marshall Harlan II  | John Marshall Harlan II (1899–1971)            | 28 maart 1955     | 21 september 1971 | 16 jaar         | 16 maart 1955 71–11                      | Dwight D. Eisenhower   | Richard Nixon             | 55–72           | New York            | Robert Houghwout Jackson | William Rehnquist        |
| 90  | William Brennan          | William Brennan (1904–1997)                    | 16 oktober 1956   | 20 juli 1990      | 33 jaar         | 19 maart 1957                            | Dwight D. Eisenhower   | George H.W. Bush          | 50–84           | New Jersey          | Sherman Minton           | David Souter             |
| 91  | Charles Whittaker        | Charles Whittaker (1901–1973)                  | 25 maart 1957     | 31 maart 1962     | 5 jaar          | 19 maart 1957                            | Dwight D. Eisenhower   | John F. Kennedy           | 56–64           | Missouri            | Stanley Reed             | Byron White              |
| 92  | Potter Stewart           | Potter Stewart (1915–1985)                     | 14 oktober 1958   | 3 juli 1981       | 22 jaar         | 5 mei 1959 70–17                         | Dwight D. Eisenhower   | Ronald Reagan             | 43–66           | Ohio                | Harold Burton            | Sandra Day O'Connor      |
| 93  | Byron White              | Byron White (1917–2002)                        | 16 april 1962     | 28 juni 1993      | 31 jaar         | 11 april 1962                            | John F. Kennedy        | Bill Clinton              | 44–76           | Colorado            | Charles Whittaker        | Ruth Bader Ginsburg      |
| 94  | Arthur Goldberg          | Arthur Goldberg (1908–1990)                    | 1 oktober 1962    | 25 juli 1965      | 2 jaar          | 25 september 1962                        | John F. Kennedy        | Lyndon B. Johnson         | 54–56           | Illinois            | Felix Frankfurter        | Abe Fortas               |
| 95  | Abe Fortas               | Abe Fortas (1910–1982)                         | 4 oktober 1965    | 14 mei 1969       | 3 jaar          | 11 augustus 1965                         | Lyndon B. Johnson      | Richard Nixon             | 55–58           | Tennessee           | Arthur Goldberg          | Harry Blackmun           |
| 96  | Thurgood Marshall        | Thurgood Marshall (1908–1993)                  | 2 oktober 1967    | 1 oktober 1991    | 23 jaar         | 30 augustus 1967 69–11                   | Lyndon B. Johnson      | George H.W. Bush          | 59–83           | New York            | Tom Clark                | Clarence Thomas          |
| 97  | Warren Burger            | Opperrechter Warren Burger (1907–1995)         | 23 juni 1969      | 26 september 1986 | 17 jaar         | 9 juni 1969 74–3                         | Richard Nixon          | Ronald Reagan             | 61–79           | Virginia            | Earl Warren              | William Rehnquist        |
| 98  | Harry Blackmun           | Harry Blackmun (1908–1999)                     | 9 juni 1970       | 3 augustus 1994   | 24 jaar         | 12 mei 1970 94–0                         | Richard Nixon          | Bill Clinton              | 61–85           | Minnesota           | Abe Fortas               | Stephen Breyer           |
| 99  | Lewis Powell             | Lewis Powell (1907–1998)                       | 7 januari 1972    | 23 juni 1987      | 15 jaar         | 6 december 1971 89–1                     | Richard Nixon          | Ronald Reagan             | 65–80           | Virginia            | Hugo Black               | Anthony Kennedy          |
| 100 | William Rehnquist        | William Rehnquist (1924–2005)                  | 7 januari 1972    | 26 september 1986 | 14 jaar         | 10 december 1971 68–26                   | Richard Nixon          | [ 3 ]                     | 47–61           | Arizona             | John Marshall Harlan II  | Antonin Scalia           |
| 101 | John Paul Stevens        | John Paul Stevens (1920–2019)                  | 19 december 1975  | 29 juni 2010      | 34 jaar         | 17 december 1975 98–0                    | Gerald Ford            | Barack Obama              | 55–90           | Illinois            | William Douglas          | Elena Kagan              |
| 102 | Sandra Day O'Connor      | Sandra Day O'Connor (1930–2023)                | 25 september 1981 | 31 januari 2006   | 24 jaar         | 21 september 1981 99–0                   | Ronald Reagan          | George W. Bush            | 51–75           | Arizona             | Potter Stewart           | Samuel Alito             |
| 100 | William Rehnquist        | Opperrechter William Rehnquist (1924–2005)     | 26 september 1986 | 3 september 2005  | 18 jaar         | 17 september 1986 65–33                  | Ronald Reagan          | Overleden                 | 61–80           | Arizona             | Warren Burger            | John Roberts             |
| 103 | Antonin Scalia           | Antonin Scalia (1936–2016)                     | 26 september 1986 | 13 februari 2016  | 29 jaar         | 17 september 1986 98–0                   | Ronald Reagan          | Overleden                 | 56–79           | Virginia            | William Rehnquist        | Neil Gorsuch             |
| 104 | Anthony Kennedy          | Anthony Kennedy (1936)                         | 18 februari 1988  | 31 juli 2018      | 30 jaar         | 3 februari 1988 97–0                     | Ronald Reagan          | Donald Trump              | 51–82           | Californië          | Lewis Powell             | Brett Kavanaugh          |
| 105 | David Souter             | David Souter (1939–2025)                       | 9 oktober 1990    | 29 juni 2009      | 18 jaar         | 2 oktober 1990 90–9                      | George H.W. Bush       | Barack Obama              | 51–69           | New Hampshire       | William Brennan          | Sonia Sotomayor          |
| 106 | Clarence Thomas          | Clarence Thomas (1948)                         | 23 oktober 1991   | heden             | 29 jaar         | 15 oktober 1991 52–48                    | George H.W. Bush       |                           | 43–72           | Georgia             | Thurgood Marshall        |                          |
| 107 | Ruth Bader Ginsburg      | Ruth Bader Ginsburg (1933–2020)                | 10 augustus 1993  | 18 september 2020 | 27 jaar         | 3 augustus 1993 96–3                     | Bill Clinton           | Overleden                 | 60–87           | New York            | Byron White              | Amy Coney Barrett        |
| 108 | Stephen Breyer           | Stephen Breyer (1938)                          | 3 augustus 1994   | 30 juni 2022      | 27 jaar         | 29 juli 1994 87–9                        | Bill Clinton           | Joe Biden                 | 55–83           | Massachusetts       | Harry Blackmun           | Ketanji Brown Jackson    |
| 109 | John Roberts             | Opperrechter John Roberts (1955)               | 29 september 2005 | heden             | 17 jaar         | 29 september 2005 78–22                  | George W. Bush         |                           | 50–65           | Maryland            | William Rehnquist        |                          |
| 110 | Samuel Alito             | Samuel Alito (1950)                            | 31 januari 2006   | heden             | 16 jaar         | 31 januari 2006 58–42                    | George W. Bush         | 55–70                     | New Jersey      | Sandra Day O'Connor |                          |                          |
| 111 | Sonia Sotomayor          | Sonia Sotomayor (1954)                         | 8 augustus 2009   | heden             | 13 jaar         | 6 augustus 2009 68–31                    | Barack Obama           | 55–66                     | New York        | David Souter        |                          |                          |
| 112 | Elena Kagan              | Elena Kagan (1960)                             | 7 augustus 2010   | heden             | 12 jaar         | 5 augustus 2010 63–37                    | Barack Obama           | 50–60                     | Massachusetts   | John Paul Stevens   |                          |                          |
| 113 | Neil Gorsuch             | Neil Gorsuch (1967)                            | 10 april 2017     | heden             | 5 jaar          | 7 april 2017 54–45                       | Donald Trump           | 49–53                     | Colorado        | Antonin Scalia      |                          |                          |
| 114 | Brett Kavanaugh          | Brett Kavanaugh (1965)                         | 6 oktober 2018    | heden             | 4 jaar          | 6 oktober 2018 50–48                     | Donald Trump           | 53–55                     | Maryland        | Anthony Kennedy     |                          |                          |
| 115 | Amy Coney Barrett        | Amy Coney Barrett (1972)                       | 26 oktober 2020   | heden             | 2 jaar          | 26 oktober 2020 52–48                    | Donald Trump           | 48–48                     | Indiana         | Ruth Bader Ginsburg |                          |                          |
| 116 | Ketanji Brown Jackson    | Ketanji Brown Jackson (1970)                   | 30 juni 2022      | heden             | 1 jaar          | 7 april 2022 53–47                       | Joe Biden              | 51–51                     | Washington D.C. | Stephen Breyer      |                          |                          |

## Langst dienende
| Nr. | Rechter                | Anciënniteit         | Termijn   |
| --- | ---------------------- | -------------------- | --------- |
| 1   | William Douglas        | 36 jaar en 211 dagen | 1939–1975 |
| 2   | Stephen Field          | 34 jaar en 205 dagen | 1863–1897 |
| 3   | John Paul Stevens      | 34 jaar en 192 dagen | 1975–2010 |
| 4   | John Marshall          | 34 jaar en 152 dagen | 1801–1835 |
| 5   | Hugo Black             | 34 jaar en 29 dagen  | 1937–1971 |
| 6   | John Marshall Harlan I | 33 jaar en 308 dagen | 1877–1911 |
| 7   | William Brennan        | 33 jaar en 277 dagen | 1956–1990 |
| 8   | Joseph Story           | 33 jaar en 219 dagen | 1812–1845 |
| 9   | James Wayne            | 32 jaar en 172 dagen | 1835–1867 |
| 10  | John McLean            | 31 jaar en 83 dagen  | 1830–1861 |

## Oudst dienende
| Nr. | Rechter               | Anciënniteit         |
| --- | --------------------- | -------------------- |
| 1   | Oliver Wendell Holmes | 90 jaar en 310 dagen |
| 2   | John Paul Stevens     | 90 jaar en 70 dagen  |
| 3   | Roger Taney           | 87 jaar en 209 dagen |
| 4   | Ruth Bader Ginsburg   | 87 jaar en 156 dagen |
| 5   | Harry Blackmun        | 85 jaar en 265 dagen |
| 6   | Hugo Black            | 85 jaar en 202 dagen |
| 7   | William Brennan       | 84 jaar en 86 dagen  |

## Jongst dienende
| Nr. | Rechter                 | Anciënniteit         |
| --- | ----------------------- | -------------------- |
| 1   | William Johnson         | 32 jaar en 132 dagen |
| 2   | Joseph Story            | 32 jaar en 138 dagen |
| 3   | Bushrod Washington      | 36 jaar en 157 dagen |
| 4   | James Iredell           | 38 jaar en 219 dagen |
| 5   | William Douglas         | 40 jaar en 183 dagen |
| 6   | John Archibald Campbell | 41 jaar en 291 dagen |
| 7   | Benjamin Curtis         | 41 jaar en 340 dagen |
| 8   | Thomas Todd             | 42 jaar en 39 dagen  |
| 9   | Clarence Thomas         | 43 jaar en 122 dagen |
| 10  | Potter Stewart          | 43 jaar en 264 dagen |

Samuel Alito · Amy Coney Barrett · Neil Gorsuch · Ketanji Brown Jackson · Elena Kagan · Brett Kavanaugh · John Roberts · Sonia Sotomayor · Clarence Thomas